# Глухая Горушка (Новгородская область)
Глуха́я Гору́шка — деревня в Старорусском районе Новгородской области. Входит в состав Новосельского сельского поселения.

## География
Деревня находится на автодороге 49К-15, на расстоянии 32 км к югу от города Старая Русса, административного центра района. Площадь деревни — 28,6 гектара.

### Часовой пояс
Деревня Глухая Горушка, как и вся Новгородская область, находится в часовой зоне МСК (московское время). Смещение применяемого времени относительно UTC составляет +3:00.

## История
До апреля 2010 года деревня входила в состав упразднённого Пробужденского сельского поселения.

## Население
| 2010 | 2011 |
| ---- | ---- |
| 12   | ↘5   |

## Известные уроженцы
- Яковлев, Михаил Павлович (1903—1939) — советский военачальник, комбриг, Герой Советского Союза.